# Perth Wildcats
O Perth Wildcats é uma equipe de profissional de basquetebol localizada em Perth, Austrália Ocidental, Austrália. Atualmente é uma das franquias que disputam a National Basketball League (NBL). É a única equipe representante do estado da Austrália Ocidental e possui uma "equipe irmã" Perth Lynx que disputa a WNBL. A franquia é considerada pelos amantes do desporto em todo o estado como uma das mais icônicas equipes a representar a região.

## História

### Fundação
Fundado em 1982 após três anos de pressão e lobby em prol da criação de uma equipe em nível nacional para disputar o basquetebol, assim nascia o Westate Wildcats.  A equipe foi criada em torno do grande nome do basquetebol local,  Gordon Ellis e seu filho Mike.
O compromisso dos fundadores, juntamente com comissão técnica trouxeram forte apoio da comunidade, mesmo com as condições mais simples nos primeiros anos, que lotavam o "Perry Lagos Stadium" com capacidade para 800 espectadores.
Em 1984 a franquia assumiu o nome Perth Wildcats, denominação mantida até os dias atuais.

### Anos de Crescimento
Em 1987 a equipe passou a disputar seus jogos no Perth Superdrome (atualmente Challenge Stadium) com capacidade para 5000 espectadores onde disputou a sua primeira final da NBL contra o Brisbane Bullets (derrotado por 2-0). Mike Ellis ainda capitaneava a equipe que contava com James Crawford, Cal Bruton, Alan Black, Eric Watterson e Trevor Torrance. Uma nova derrota para o Brisbane Bullets em 1991.
Esta era dos Wildcats foi marcada por seu estilo "Run, stun and have some fun" .